# Hoshū jugyō kō

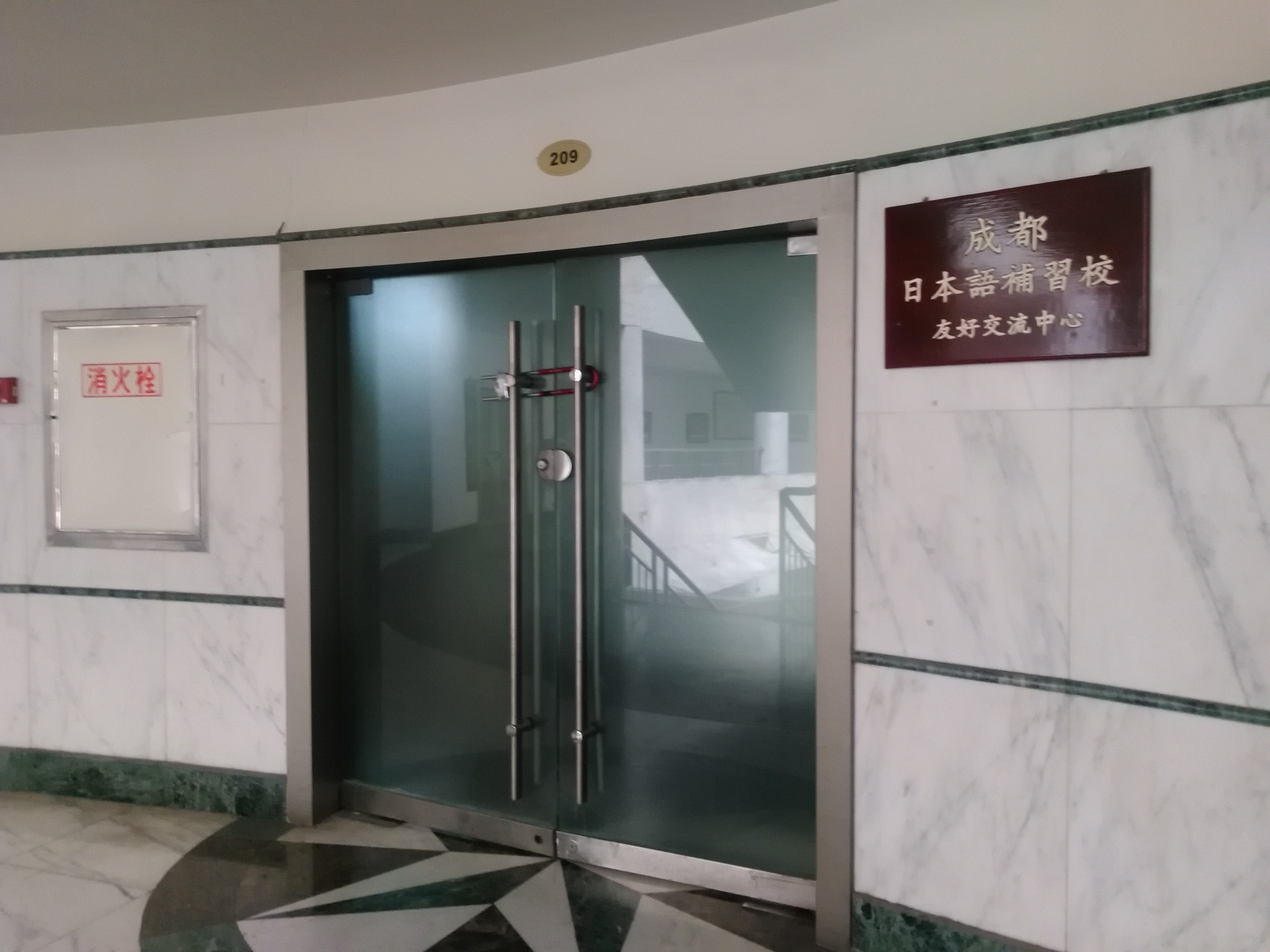
Chengdu Hoshuko, uma escola complementar japonesa no Centro de Convenção de Solidariedade Sino-Japonês de Hiroshima-Sichuan (em japonês: 広島・四川中日友好会館, em chinês simplificado: 广岛・四川中日友好会馆) no Distrito de Wuhou, Chengdu.

As hoshū jugyō kō (補習授業校), ou hoshūkō (補習校) são escolas complementares japonesas situadas nos países estrangeiros. As hoshū jugyō kō levam as crianças japonesas que frequentam escolas diurnas locais e operam nos fins de semana, após a escola, e em outros horários, mas não durante o horário de funcionamento das escolas diurnas.
Em 1985, o Ministério da Educação do Japão encorajou a abertura das hoshū jugyō kō em países desenvolvidos, ao mesmo tempo que estimulava o desenvolvimento das escolas japonesas diurnas, ou nihonjin gakkō, em países emergentes. Em 1971 havia vinte e duas escolas suplementares japonesas em todo o mundo. Em maio de 1986 havia cento e doze escolas suplementares no mundo todo, com um total de 1,144 professores, a maioria deles eram residentes japoneses, e 15,086 eram estudantes. O número de escolas suplementares aumentou para 120, em 1987. Em 15 de abril de 2010, havia 201 escolas complementares japonesas em 56 países.

## Operações
Estas escolas, que geralmente dão aulas nos fins de semana, são projetadas principalmente para servir os residentes temporários que residem em países estrangeiros, para que eles possam facilmente adaptar-se ao sistema educacional japonês, assim que regressarem ao seu país de origem. Como consequência, os estudantes dessas escolas, se são cidadãos japoneses e/ou residentes permanentes do país de acolhimento, geralmente são ensinados na idade apropriada, com o currículo especificado pelo Ministério da Educação, Cultura, Desporto, Ciência e Tecnologia do Japão. O artigo 26 da Constituição do Japão garante a escolaridade obrigatória para crianças japonesas em graus de um a nove, então muitas dessas escolas semanais servem os graus abertos. Algumas escolas semanais também servem o ensino médio e a educação pré-escolar/jardim de infância. Várias escolas semanais japonesas operam em instalações alugadas de outras instituições de ensino.
A maioria das instruções são representadas pelo kokugo (ensino da língua japonesa) e o restante é composto por outros assuntos académicos, incluindo matemática, estudos sociais e ciências. Para cobrir todo o material encomendado pelo governo do Japão em tempo hábil, cada escola atribui uma parte do currículo como lição de casa, porque não é possível cobrir todo o material durante o horário de aula. Naomi Kano (加納 なおみ, Kanō Naomi), autora da obra "Japanese Community Schools: New Pedagogy for a Changing Population," declarou em 2011 que as escolas complementares foram dominadas por uma "ideologia de uma língua só, para proteger a língua japonesa da língua inglesa".
O governo japonês envia professores em tempo integral para escolas complementares que oferecem aulas semelhantes às da nihonjin gakkō e/ou aquelas que possuem corpos estudantis de cem alunos ou mais. O número de professores enviados depende da matrícula: um professor é enviado caso a matrícula de estudantes possuir cem alunos ou mais, dois professores para duzentos ou mais estudantes, três professores para oitocentos ou mais estudantes, quatro professores para mil e duzentos ou mais estudantes, e cinco professores para mil e seiscentos ou mais estudantes. O Ministério da Educação do Japão também subsidia escolas semanais que possuem mais de cem alunos.

### América do Norte

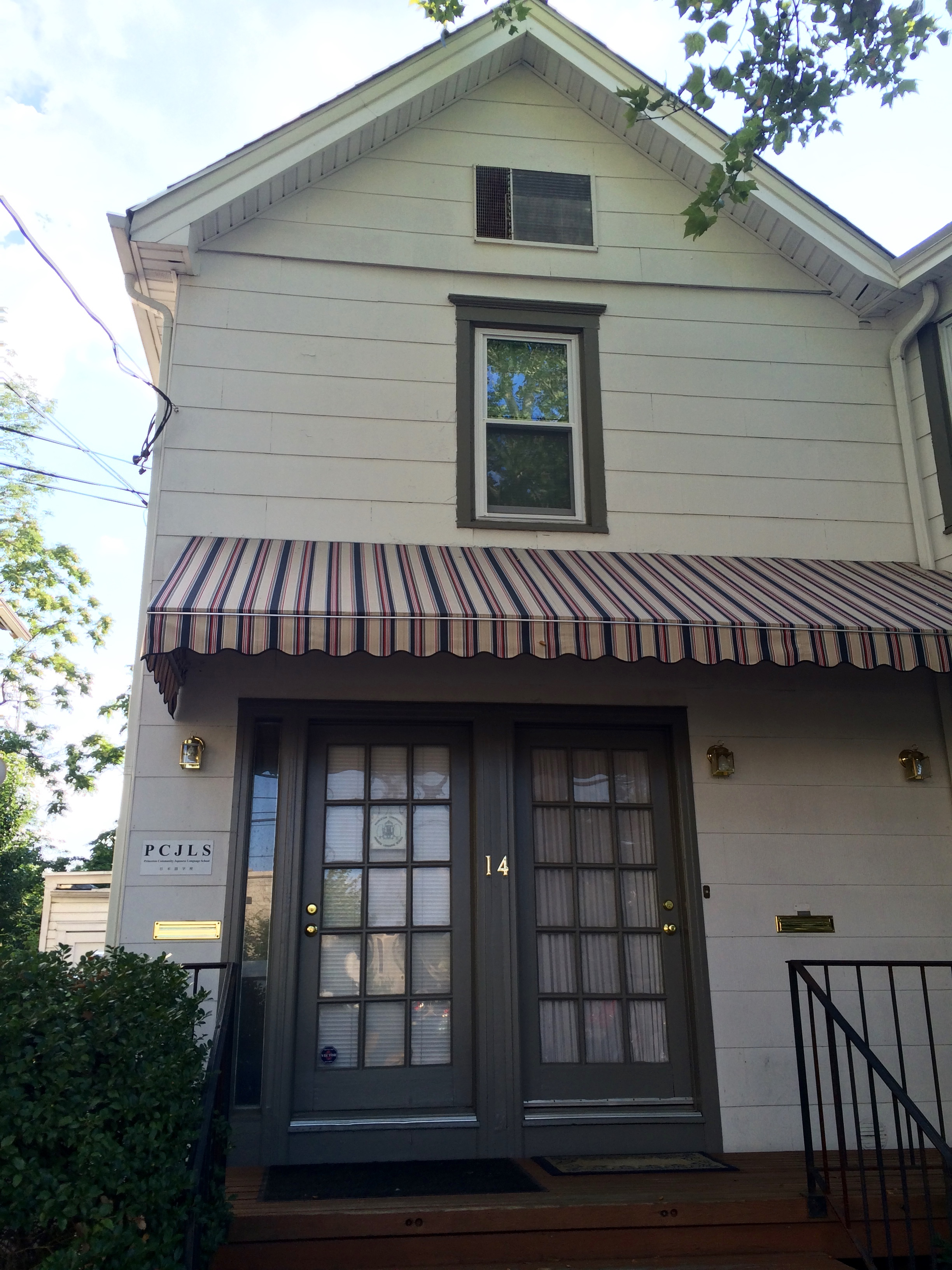
Oficinas da Princeton Community Japanese Language School (プリンストン日本語学校) em Princeton, Nova Jérsei

Na América do Norte as hoshūkō são normalmente operadas pelas comunidades japonesas locais. Elas equivalem a um hagwon (curso preparatório) em comunidades étnicas coreanas e buxiban (instituto privado especial) em comunidades étnicas chinesas. Estas escolas japonesas servem principalmente os cidadãos japoneses de famílias que vivem temporariamente nos Estados Unidos, ou as kikokushijo (crianças repatriadas), e a segunda geração dos nipo-americanos. Este último pode ser apenas os cidadãos estado-unidenses ou então aos que tem dupla cidadania, japonesa e norte-americana. Poucas crianças japonesas que tem o japonês como primeira língua na América do Norte, frequentam escolas japonesas de tempo integral; portanto, a maioria das crianças japonesas com sua língua materna no continente, recebem os seus estudos primários em inglês, sua segunda língua. Estas escolas complementares existem para fornecer o ensino da língua japonesa.
Rachel Endo da Universidade de Hamline, e autora da obra "Realities, Rewards, and Risks of Heritage-Language Education: Perspectives from Japanese Immigrant Parents in a Midwestern Community," escreveu que estas escolas "têm expectativas académicas rigorosas e conteúdo estruturado".
Em 2012, a opção mais comum para a educação de famílias japonesas residentes nos Estados Unidos, especialmente aquelas que vivem em grandes áreas metropolitanas, era enviar as crianças para escolas americanas durante a semana e no fim de semana usar as escolas japonesas para completar a sua educação. Em 2007 havia oitenta e cinco escolas complementares japonesas nos Estados Unidos, e a partir de 2012, as doze mil e quinhentas crianças nacionais japonesas que viviam nos Estados Unidos frequentavam as escolas japonesas nos fins de semana e as escolas americanas ao mesmo tempo, representando 60% do número total de crianças nacionais japonesas residentes nos Estados Unidos.
Nos anos anteriores a 2012, houve um aumento de estudantes que eram residentes permanentes nos Estados Unidos, que não planeavam regressar ao Japão. Em vez disso, estes assistiam às escolas para manterem sua identidade étnica. Até essa data, a maioria dos alunos de escolas semanais japonesas nos Estados Unidos eram residentes permanentes nos Estados Unidos. Kano argumentou que o currículo do Ministério da Educação do Japão para muitos desses residentes permanentes, era desnecessário e fora de contacto. Na década de 1990 as escolas semanais criaram o keishogo ou aulas de educação patrimonial para os residentes permanentes nos Estados Unidos. Os administradores e professores de cada escola semanal, oferecem aulas patrimoniais para desenvolver seu próprio currículo.
A mais antiga escola semanal japonesa patrocinada pelo governo japonês nos Estados Unidos, é a Escola de Língua Japonesa de Washington (ワシントン日本語学校, Washinton Nihongo Gakkō), fundada em 1958, na área metropolitana de Washington, Distrito de Colúmbia.

## Demografia
Em 2003, 51.7% dos alunos japoneses na América do Norte frequentavam as hoshukō e as escolas locais da América do Norte, ao mesmo tempo.
Em 2013, na Ásia 3.4% das crianças japonesas com o japonês como primeira língua frequentavam as escolas semanais japonesas, para além das escolas locais asiáticas e na América do Norte 45% das crianças japonesas com o japonês como primeira língua também frequentavam as escolas semanais japonesas, para além das escolas locais norte-americanas.